# Takasa
Takasa was een Zwitserse muziekgroep die bestond uit zes leden van het Leger des Heils (Duits: Heilsarmee). De groep vertegenwoordigde Zwitserland op het Eurovisiesongfestival 2013 in Malmö.

## Eurovisiesongfestival
Eind 2012 namen de groepsleden onder de naam Heilsarmee deel aan Die grosse Entscheidungs Show, de Zwitserse voorronde voor het Eurovisiesongfestival 2013. Gekleed in uniformen van het Leger des Heils traden ze aan met het lied You and me en wisten de competitie met 37,54% van de stemmen te winnen. Hiermee werden zij aangewezen als de Zwitserse songfestivalinzending voor 2013.
Omdat politieke en religieuze uitingen volgens de regels van het Eurovisiesongfestival niet toegestaan zijn, gaf de EBU de groep geen toestemming om aan te treden in kostuums van het Leger des Heils. Ook de naam Heilsarmee mocht niet gebruikt worden. Als alternatief koos de groep voor de naam Takasa, dat "zuiveren" zou betekenen in het Swahili. In de media werd echter onthuld dat het een acroniem was voor "The Artists Known As Salvation Army" (De artiesten bekend als het Leger des Heils).
Takasa kreeg ook veel media-aandacht vanwege groepslid Emil Ramsauer, die ten tijde van het songfestival 95 jaar oud was. Hiermee is hij tot op heden de oudste deelnemer in de geschiedenis van het Eurovisiesongfestival. Het contrast met de andere bandleden was groot, want het jongste lid van Takasa, zangeres Sarah Breiter, was destijds nog maar 22.
Ondanks de publiciteit kwam de Zwitserse inzending niet verder dan de halve finale. Met 41 punten strandde Takasa op de 13e plek. Na het songfestival trad Takasa nog enkele keren op tijdens lokale evenementen in Zwitserland, maar vanwege andere werkzaamheden van de leden hield de groep hierna op te bestaan.
1956: Lys Assia + Lys Assia · 
1957: Lys Assia · 
1958: Lys Assia · 
1959: Christa Williams · 
1960: Anita Traversi · 
1961: Franca di Rienzo · 
1962: Jean Philippe · 
1963: Esther Ofarim · 
1964: Anita Traversi · 
1965: Yovanna · 
1966: Madeleine Pascal · 
1967: Géraldine · 
1968: Gianni Mascolo · 
1969: Paola · 
1970: Henri Dès · 
1971: Peter, Sue & Marc · 
1972: Véronique Müller · 
1973: Patrick Juvet · 
1974: Piera Martell · 
1975: Simone Drexel · 
1976: Peter, Sue & Marc · 
1977: Pepe Lienhard Band · 
1978: Carole Vinci · 
1979: Peter, Sue & Marc & Pfuri, Gorps & Kniri · 
1980: Paola · 
1981: Peter, Sue & Marc · 
1982: Arlette Zola · 
1983: Mariella Farré · 
1984: Rainy Day · 
1985: Mariella Farré & Pino Gasparini · 
1986: Daniela Simmons · 
1987: Carol Rich · 
1988: Céline Dion · 
1989: Furbaz · 
1990: Egon Egemann · 
1991: Sandra Simó · 
1992: Daisy Auvray · 
1993: Annie Cotton · 
1994: Duilio · 
1996: Kathy Leander · 
1997: Barbara Berta · 
1998: Gunvor · 
2000: Jane Bogaert · 
2002: Francine Jordi · 
2004: Piero Esteriore & The MusicStars · 
2005: Vanilla Ninja · 
2006: Six4one · 
2007: DJ BoBo · 
2008: Paolo Meneguzzi · 
2009: Lovebugs · 
2010: Michael von der Heide · 
2011: Anna Rossinelli · 
2012: Sinplus · 
2013: Takasa · 
2014: Sebalter · 
2015: Mélanie René · 
2016: Rykka · 
2017: Timebelle · 
2018: ZiBBZ · 
2019: Luca Hänni · 
2021: Gjon's Tears · 
2022: Marius Bear · 
2023: Remo Forrer · 
2024: Nemo · 
2025: Zoë Më